# Nobara Linux
Nobara Linux  es una distribución de GNU/Linux basada en Fedora Linux elaborada por el desarrollador de Proton-GE, Thomas Crider —cuyo seudónimo en internet es Glorious Eggroll—.

## Historia
Nobara Linux se lanzó por primera vez el 10 de julio de 2022 por Thomas Crider, un ingeniero de software que trabajó en Red Hat —principales patrocinadores de Fedora— y que reside en Denver, Estados Unidos.

## Características
Nobara Linux tiene como objetivo facilitar la instalación a usuarios con menos conocimientos informáticos incluyendo paquetes comúnmente usado pero que no están presentes en Fedora. Según el desarrollador, instalar estos paquetes es una tarea difícil para los usuarios point-and-click, es decir, para aquellos usuarios que prefieren no usar una terminal.
También incluye paquetes usados comúnmente por jugadores de videojuegos, como WINE, OBS Studio, etc. Además, incluye parches para el núcleo línux para mejorar su compatibilidad con hardware concreto —como, por ejemplo, la Steam Deck—.
Nobara tiene tres variantes: la oficial, con una versión modificada de KDE; otra con la versión de KDE por defecto; y una con el entorno GNOME modificado mediante el uso de extensiones.

## Recepción
Jack Wallen, de zdnet, calificó positivamente a la distribución, afirmando que «Nobara ofrece muchas de las herramientas que necesitas en un entorno de escritorio agradable y familiar». Otros, como Jesse Smith de DistroWatch, fueron incapaces de instalarla para hacer una reseña —debido a diversos bugs del instalador, Calamares—, por lo que la calificaron negativamente. Michl Franken afirmó que la mayor ventaja de Nobara son las extensiones que vienen por defecto en el escritorio GNOME, pero no la aconseja al ser una distribución joven y mantenida por un solo usuario.